# Subfyla czońska
Subfyla czońska – subfyla językowa złożona z praktycznie wymarłej rodziny czońskiej i języka mapucze, jedna z gałęzi fyli andyjskiej.

## Klasyfikacja
- Subfyla czońska
  - Języki czońskie
    - Języki czońskie właściwe
      - Języki czońskie właściwe kontynentalne
        - Język tehuelcze †?
        - Język teushen †

      - Języki czońskie właściwe wyspowe
        - Język ona (selknam, czon) †
        - Język haush (manek'enk) †

    - Język gününa küne (gennaken, tehuelcze północny, puelcze, pampa, gününa yajich) †

  - Język mapudungun (araukański, mapucze)

Podział języków czońskich: Campbell 2012. Gününa küne często uchodzi za izolat, ale bywa klasyfikowany jako daleki krewny języków czońskich. Campbell sklasyfikował go jako odrębną gałąź j. czońskich właściwych.
Subfyla czońska łączy języki czońskie z językiem mapucze (Majewicz).